# Alésia (metropolitana di Parigi)
Alésia è una stazione della linea 4 della metropolitana di Parigi.

## La stazione
La stazione ha un ingresso sulla place Victor et Hélène Basch, dominata dalla chiesa di Saint-Pierre-de-Montrouge.

### Origine del nome
Il nome della stazione è dovuto alla rue d'Alésia che si trova nelle vicinanze.
Alesia è stata una città della Gallia, celebre per essere stata teatro della battaglia decisiva per la conquista della Gallia da parte di Giulio Cesare nel 52 a.C.

## Accessi
La stazione dispone di sei ingressi:
- place Victor et Hélène Basch: prima scala al 230, avenue du Maine;
- rue du Moulin Vert: seconda scala al 230, avenue du Maine;
- avenue du Maine: scala al 205, avenue du Maine, ad ovest della chiesa di Saint-Pierre-de-Montrouge;
- chiesa di St-Pierre de Montrouge: scala all'82, avenue du Général Leclerc, sul lato est della chiesa di Saint-Pierre-de-Montrouge;
- avenue du Général Leclerc: scala mobile in direzione Porte d'Orléans all'82, avenue du Général Leclerc;
- rue d'Alésia: scale al 75, avenue du Général Leclerc.

## Interconnessioni
- Bus RATP - 28, 38, 62, 68
- Noctilien - N14, N21